# Thüringen (Áustria)
Thüringen é um município da Áustria, situado no distrito de Bludenz, na estado de Vorarlberg. Tem 5,67 km² de área e sua população em 2019 foi estimada em 2.214 habitantes.